# Parque Nacional dos Lençóis Maranhenses
O Parque Nacional dos Lençóis Maranhenses é uma unidade de conservação brasileira de proteção integral à natureza localizada na região nordeste do estado do Maranhão. O território do parque, com uma área de 156 584 ha, está distribuído pelos municípios de Barreirinhas, Primeira Cruz e Santo Amaro do Maranhão. O parque foi criado com a finalidade precípua de "proteger a flora, a fauna e as belezas naturais, existentes no local."
Inserido no bioma costeiro marinho e cerrado, o parque é um exponente dos ecossistemas de mangue, restinga e dunas, associando ventos fortes e chuvas regulares. Sua grande beleza cênica, aliada aos passeios de ecoturismo pelos campos de dunas e à possibilidade de banhar-se nas lagoas e observação do céu noturno, atraem turistas de todo o mundo, que visitam o parque durante o ano inteiro.
Em julho de 2024, o local foi declarado Patrimônio Mundial da UNESCO devido à "sua beleza excepcional e o fato de ser um fenômeno natural único no mundo".

## Histórico
O parque nacional dos Lençóis Maranhenses foi criado em terras devolutas pertencentes à União através do Decreto Nº 86.060, emitido em 2 de junho de 1981 pela Presidência da República. A área do parque, conforme o decreto de criação, era de 155 000 ha.

## Geografia

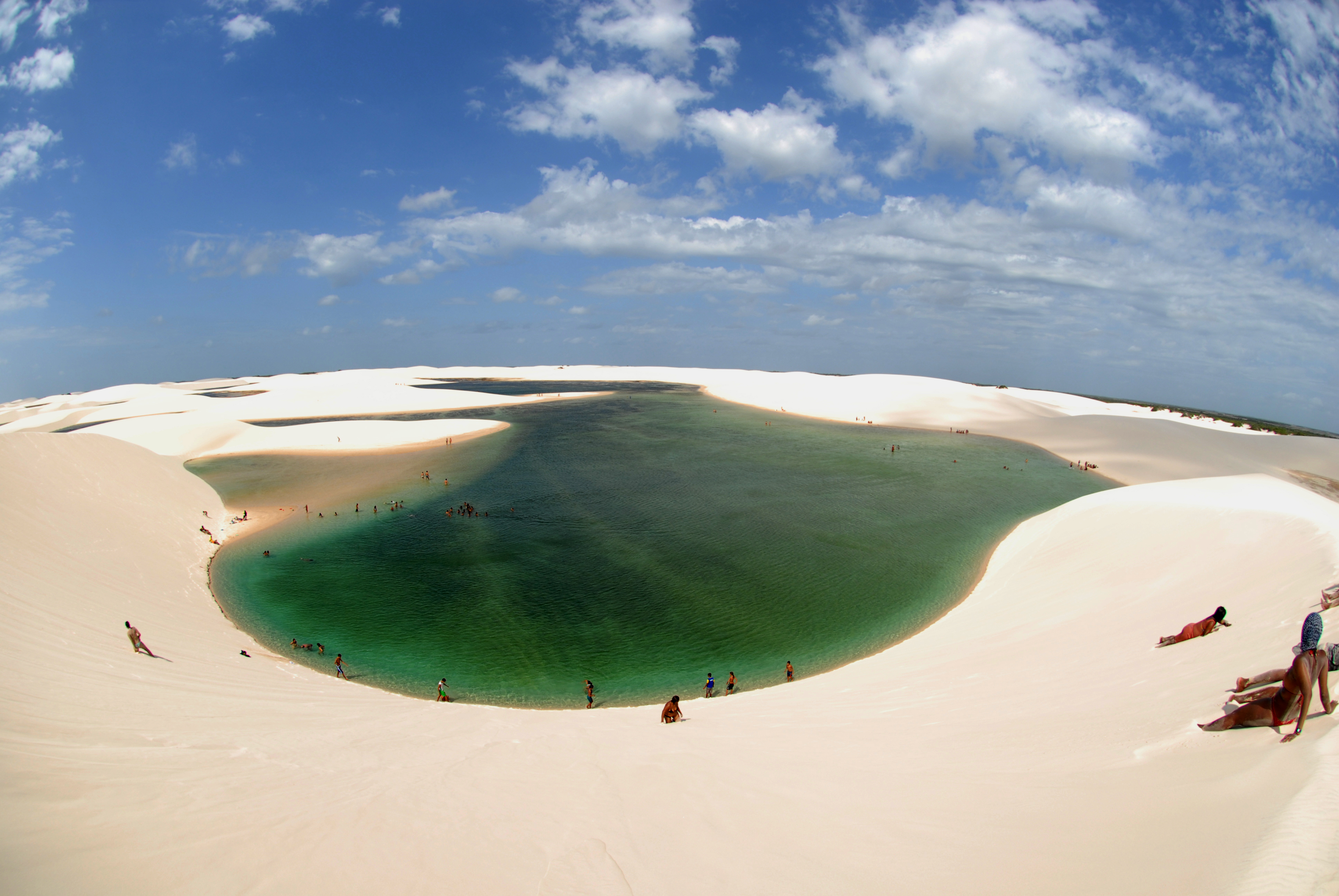
Lagoa interdunar no interior do parque

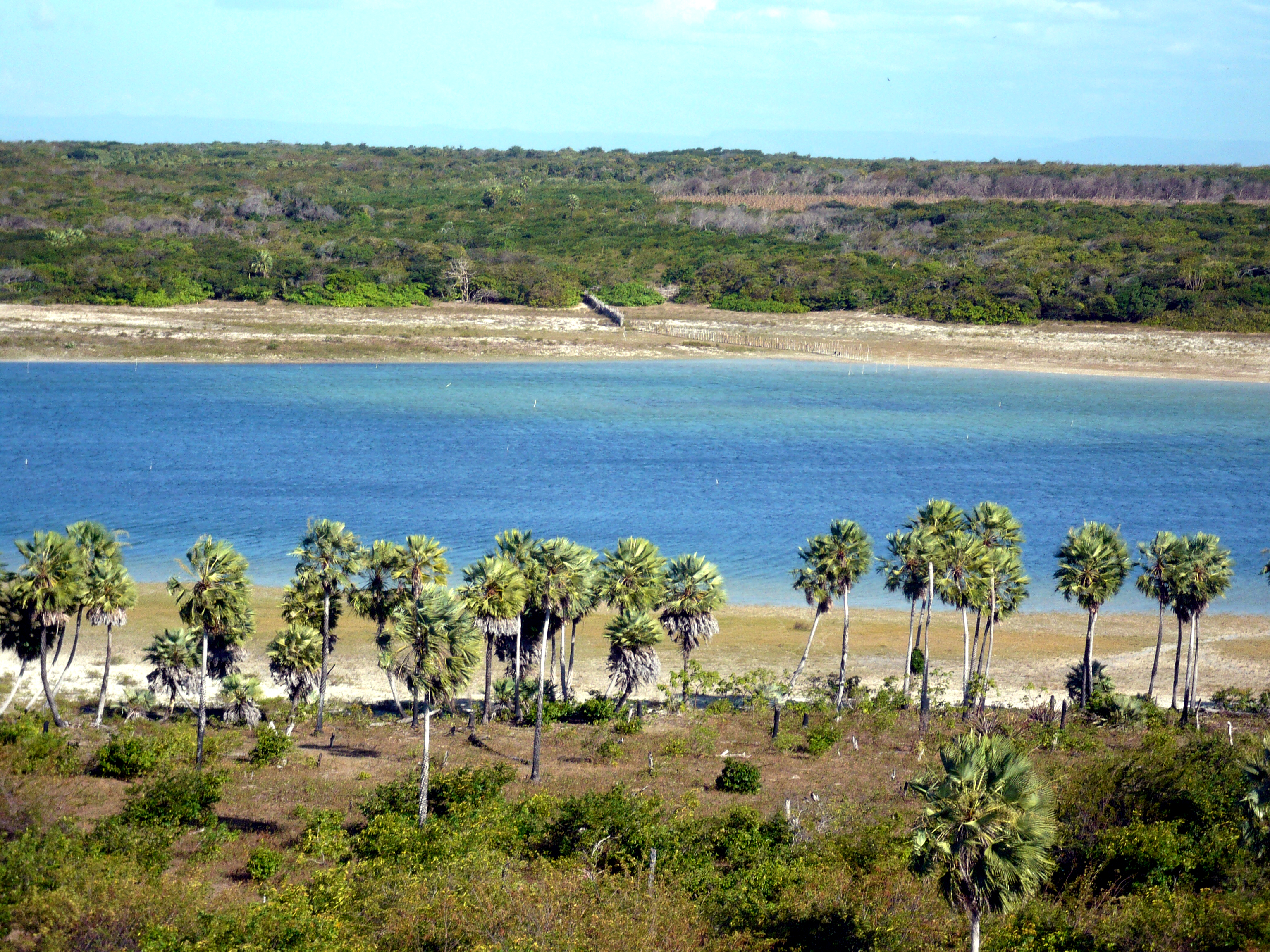
Pequenos Lençóis

O parque localiza-se na Microrregião dos Lençóis Maranhenses, ao norte do Brasil, no litoral nordeste do estado do Maranhão. Com um perímetro de 270 km e 156 584 ha de área, o parque está inserido no bioma costeiro marinho, com ecossistemas de mangue, restinga e dunas. Lençóis Maranhenses abriga em seu interior aproximadamente 90 000 ha de dunas livres e lagoas interdunares de água doce, além de grandes áreas de restinga e de costa oceânica. A faixa de dunas avança, a partir da costa, de 5 a 25 km em direção ao interior. Na região encontra-se a nascente do rio Preguiças, que corta o parque até a sua foz no oceano Atlântico. A praia dos Grandes Lençóis que inicia na foz do Rio Preguiças no Canto de Atins no Município de Barreirinhas e finaliza no outro extremo, com 72 quilômetros de extensão, do Parque Nacional na Barra da Baleia no município de Primeira Cruz.

### Clima
O clima é sub-úmido seco, com temperatura média anual de 26 °C. Apesar da aparência desértica da área do parque, o clima da região tem duas estações bem definidas: uma chuvosa, que vai de janeiro a julho, e outra seca, de agosto a dezembro. As chuvas contribuem para o controle da umidade da região e formação de lagos. Entre dezembro e janeiro, e às vezes até o final de fevereiro, no período de transição entre as estações chuvosa e seca, os lençóis maranhenses ocasionalmente secam, fazendo com que as lagoas azuladas ou esverdeadas desapareçam. A precipitação média anual gira em torno de 1600 mm.

### Ecologia
As lagoas do parque estão muitas vezes interligadas umas às outras, assim como os rios que correm pela área. Eles abrigam uma série de espécies de peixes e insetos, incluindo o traíra, que se esconde em camadas molhadas de lama e permanece adormecido durante a estação seca. Além das dunas que formam a peça central do parque, o ecossistema também inclui área de cerrado, restinga e manguezal.
O parque abriga quatro espécies listadas como ameaçadas de extinção, o guarás (Eudocimus ruber), a lontras-neotropicais (Lontra longicaudis), a gato-do-mato (Leopardus tigrinus) e o peixe-boi-marinho (Trichechus manatus). O parque também inclui 133 espécies de plantas, 112 espécies de aves e pelo menos 42 espécies de répteis.
Na área do Parque Nacional e na APA dos Pequenos Lençóis Maranhenses abriga espécie endêmica a tartaruga-pininga (Trachemys adiutrix).

## Acesso e visitação

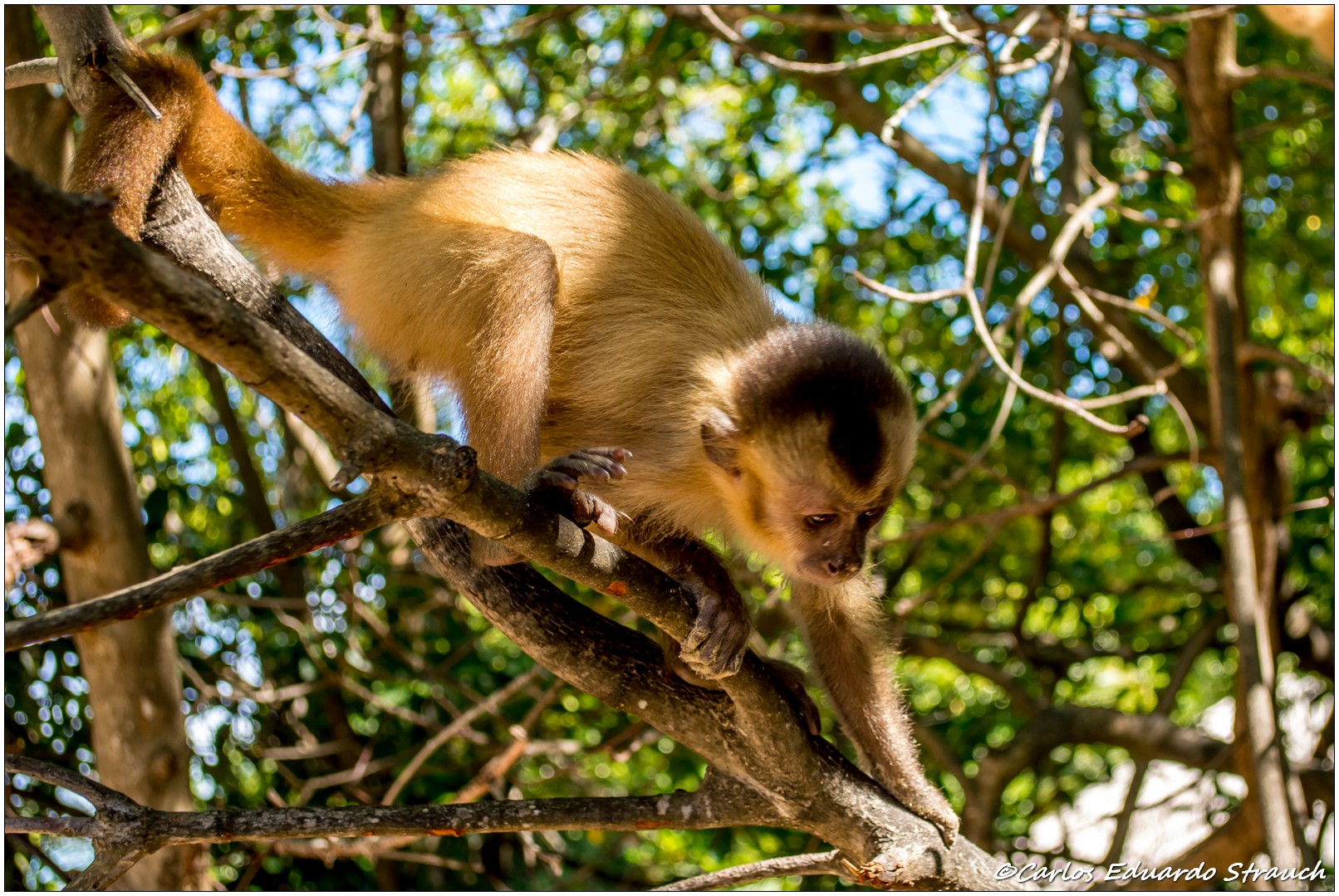
Macaco Prego na APA dos Pequenos Lençóis Maranhenses, interagindo com turistas

A sede do parque está a cerca de 260 km da capital do estado, São Luís, às margens do rio Preguiças. O acesso ao parque se dá tanto por via terrestre, através da BR 135, por via Marítima, entrando no canal do rio Preguiças em Atins, por via Fluvial, a partir de Barreirinhas, através do rio Preguiças, e por via aérea pelo Aeroporto Internacional de Parnaíba e pelo pequeno Aeroporto de Barreirinhas.
O acesso ao parque por via terrestre a partir de São Luís se dá pelas rodovias BR-135 e BR-402, a Translitorânea, em 272 km de estradas asfaltadas até Barreirinhas. Ônibus intermunicipais partem diariamente do Terminal Rodoviário de São Luís com destino a Barreirinhas. A partir de Barreirinhas adentra-se a área do parque através do rio Preguiças, usando tanto a linha regular com barcos, em uma viagem de cerca de quatro horas de duração até a foz do rio, como lanchas particulares, que fazem o trajeto em aproximadamente uma hora e meia. Barreirinhas possui uma pista de pouso para aeronaves de pequeno porte, recebendo voos fretados saindo de São Luís, que tem em torno de 50 minutos de duração.
Outras opções de acesso ao parque por via terrestre incluem Humberto de Campos, Primeira Cruz, Santo Amaro do Maranhão e Paulino Neves, municípios a partir dos quais também é possível visitar o parque. Barreirinhas esta a 180 km do Aeroporto Internacional de Parnaíba e Paulino Neves, por exemplo, esta a 147 km de distancia do Aeroporto de Parnaíba (PI/MA), no qual recebe voos regulares oriundos do aeroporto de Viracopos (Campinas/São Paulo) pela Azul linhas Aéreas, e a partir do dia 20 de Dezembro de 2020, recebera voos todas Quartas e Domingos. Durante Janeiro de 2021, a Azul linhas aéreas vai voar todas Terças e Quinta do aeroporto de Pernambuco para Parnaíba (PI/MA). Esse meio de acesso e excelente pra quem quer conhecer os Lençóis Maranhenses pelo Delta do Parnaíba. E quem optar por esse acesso vai passar por Parnaíba (litoral do Piauí/Maranhão), Araioses, Agua Doce, Tutoia e Paulino Neves. Muitos visitantes entram por São Luís e acabam conhecendo todo litoral leste do Maranhão saindo por Parnaíba (PI/ MA), ou vice e versa.  

## Turismo

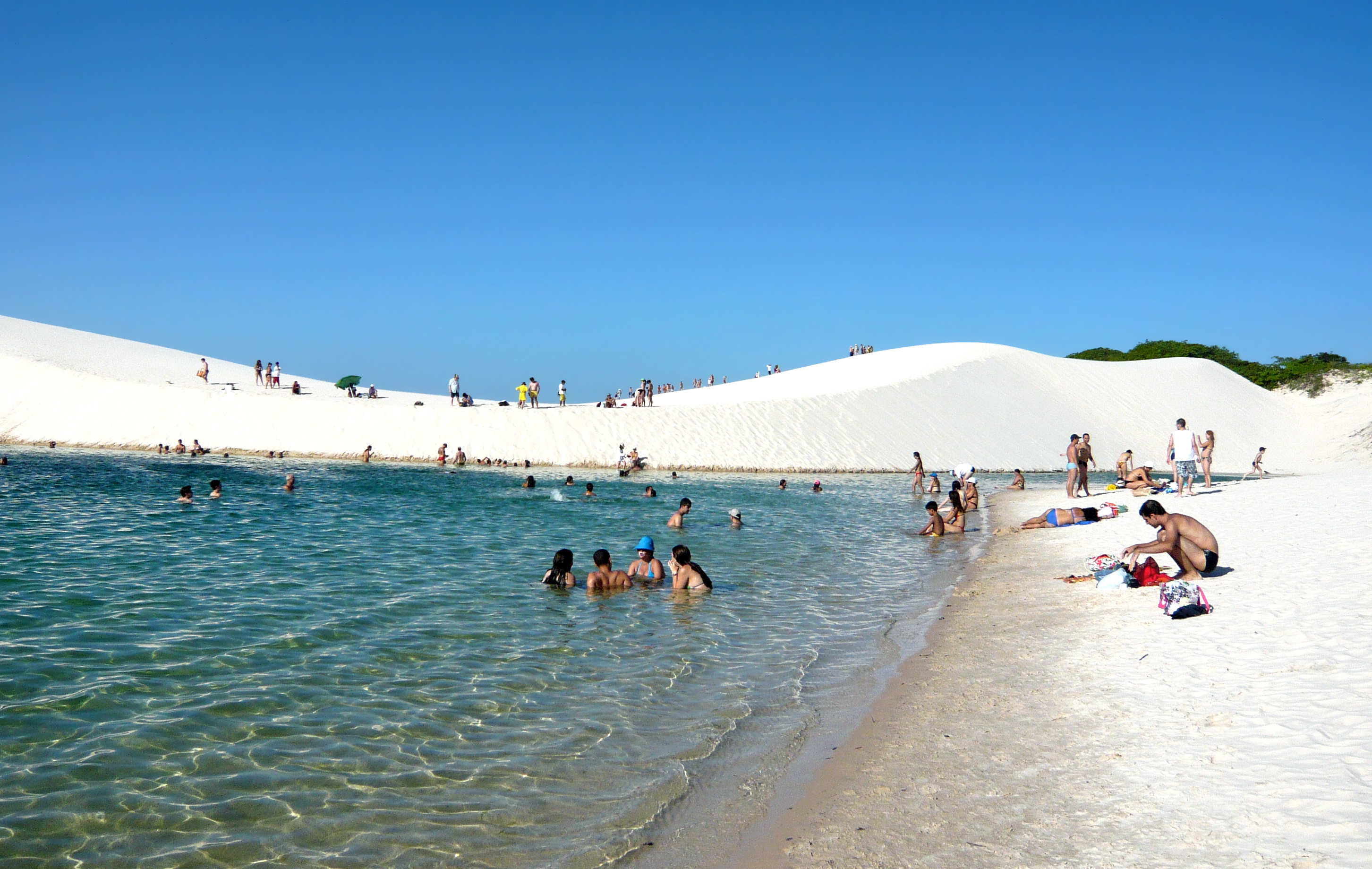
Turistas se banham nas lagoas do parque

O Parque Nacional dos Lençóis Maranhenses recebe mais de cem mil visitantes por ano, tendo alcançado o número de 280 878 visitas em 2021, e cerac de 408 mil turistas em 2023, segundo o Instituto Chico Mendes de Conservação da Biodiversidade (ICMBio). Atividades comuns dentro do parque incluem surfe, canoagem e passeios a cavalo.
Em 2023, o The New York Times escolheu-o como um dos destinos turísticos do ano.
Em julho de 2024, a Prefeitura de Santo Amaro anunciou que iria retomar a cobrança de 10 reais para turistas que visitassem os Lençóis Maranhenses por meio do município.

## Cultura popular
O local foi cenário do filme Casa de Areia. Um dos episódios da série Largados e Pelados, um reality show de sobrevivência exibido pelo Discovery Channel, foi filmado na região. Os filmes Avengers: Infinity War e Avengers: Endgame (2019) usaram o local como cenário para o planeta Vormir.